# Ghilarovia cylindrica
Ghilarovia cylindrica är en mångfotingart som först beskrevs av Anton Julius Stuxberg 1876.  Ghilarovia cylindrica ingår i släktet Ghilarovia, ordningen vinterdubbelfotingar, klassen dubbelfotingar, fylumet leddjur och riket djur. Inga underarter finns listade i Catalogue of Life.